# Abdurreshid Ibrahim

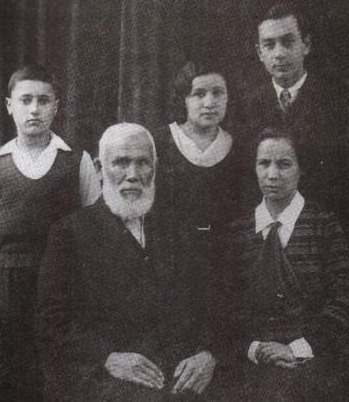
Abdurreshid Ibrahim con sus hijos

Abdurreshid Ibrahim (Tara, Óblast de Omsk, 23 de abril de 1857 – Tokio, 17 de agosto de 1944) fue un escritor, ulema y viajero tártaro ruso. Junto con Al Afghani fue uno de los fundadores del panislamismo y también fue uno de los promotores del panasiatismo.

## Vida y pensamiento
Aunque había nacido en Rusia, fue educado en Medina. Conoció a al-Afghani en Estambul en la década de 1890 y estuvo con él en San Petersburgo cuando este intentó conseguir infructuosamente una entrevista con el zar para que apoyara la causa de la comunidad musulmana frente al Imperio británico. Se vio obligado a exiliarse debido a la persecución que sufrían los musulmanes en el Imperio ruso.
Visitó Siberia, Manchuria, Japón, Corea, el sudeste asiático, India, Arabia y Estambul para conocer las comunidades musulmanas que allí vivían, lo que relató en un famoso libro titulado, La casa del islam.
En 1909, cuando ya era el intelectual panislámico más conocido, fundó en Japón la sociedad Ajia Gikai (Sociedad por la Causa Asiática), cuya finalidad era luchar por la unión de los «pueblos asiáticos» cuya oposición había facilitado «que las potencias occidentales invadieran Oriente». «Sin ser conscientes de ese defecto, y sin poner fin a la oposición interna, los pueblos asiáticos no tendrán futuro», escribió en el prospecto de presentación de la sociedad. En un artículo que publicó la revista Gaiko Jiho ('Asuntos exteriores') afirmó que «en conjunto, a los asiáticos les repugnan los europeos», y que «hacer realidad la unión de los países asiáticos para plantar cara a Europa es nuestro legítimo medio de autodefensa».
También fundó, junto con el exiliado nacionalista egipcio Ahmad Fadzil Beg y el emigrado indio Maulavi Barakatullah, una periódico en lengua inglesa llamado Islamic Fraternity, y tradujo Asia en peligro, un panfleto de Hasan U. Hatano, un intelectual panasiático que se había convertido al islam y había adoptado un nombre musulmán, y que tuvo una amplia difusión en el mundo musulmán —en la obra se mostraban fotografías de las decapitaciones y masacres cometidas por los occidentales—.
Asimismo colaboró estrechamente con la Sociedad del Dragón Negro, que apoyaba a los movimientos nacionalistas asiáticos, entre otros el encabezado por el revolucionario chino Sun Yat-sen. Así por encargo de la sociedad viajó a Estambul y visitó las comunidades musulmanas de China y de las colonias británicas y holandesas transmitiéndoles el mensaje de que Japón iba a ser su libertador.
La presión de Gran Bretaña sobre el gobierno japonés obligó finalmente a este a cerrar el periódico Islamic Fraternity a principios de la década de 1910.